# Hippocampus zosterae
Hippocampus zosterae, auch Zwerg-Seepferdchen genannt, ist einer der kleineren Vertreter aus der Familie der Seenadeln.

## Merkmale
Hippocampus zosterae unterscheidet sich von anderen Vertretern der Gattung Hippocampus durch die geringe Gesamtlänge von in der Regel weniger als 5 cm und die Anzahl von 12 Weichstrahlen der Rückenflosse. Die Brustflossen weisen 11–12 Weichstrahlen auf. Der Körper wird von 9–10 Knochenringen umgeben. Der Schwanz weist 31–32 Knochenringe auf.
Die Schnauze ist kurz und nimmt weniger als ein Drittel der gesamten Kopflänge ein. Die Krone (ein knöcherner Fortsatz an der Oberseite des Kopfes) ist hoch und säulenförmig. Stacheln an den Wangen und über den Augen fehlen.

## Habitat und Verbreitungsgebiet

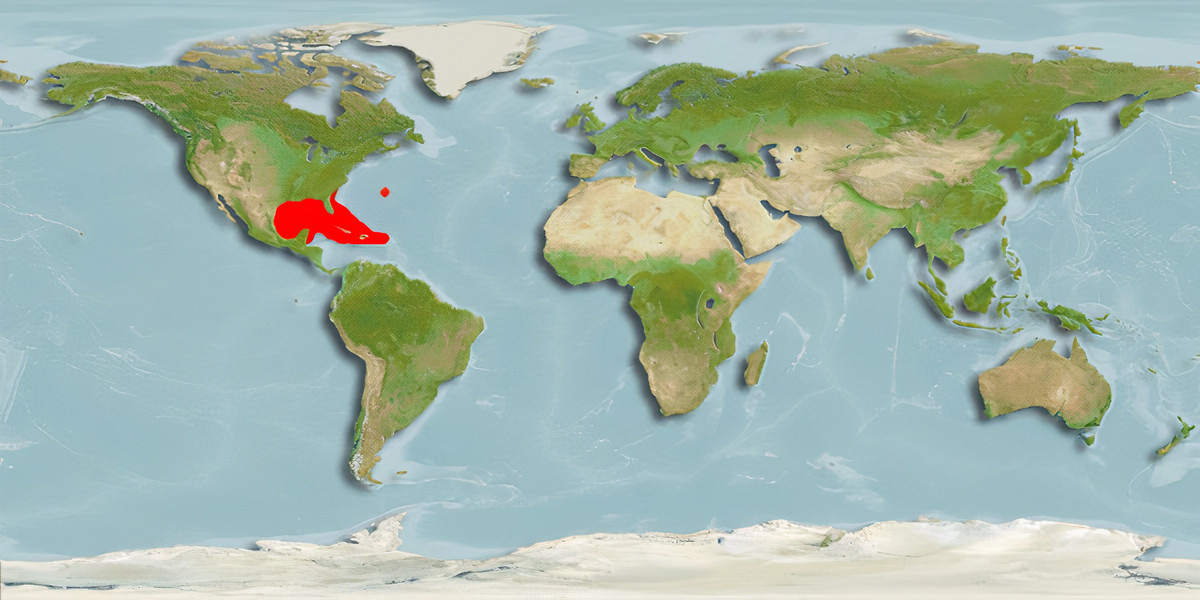
Ausbreitungsgebiet des Zwerg-Seepferdchen

Hippocampus zosterae bewohnt küstennahe Seegraswiesen in Wassertiefen von bis zu 10 m. Eine Bevorzugung von Seegräsern der Gattung Zostera, wie sie von den Erstbeschreibern David Starr Jordan und Charles Henry Gilbert 1882 angedeutet worden war, ließ sich nicht bestätigen. Vor der Küste Floridas findet man die Art gleichermaßen in Seegraswiesen von Thalassia testudinum und Syringodium filiforme sowie in gemischten Seegrasbeständen mit Thalassia, Syringodium und Halodule wrightii.
Das Verbreitungsgebiet der Art erstreckt sich im Westatlantik von den Bermudainseln und den Bahamas über die gesamte Küste Floridas und die Golfküste der USA und Mexikos bis zu den Küstengebieten östlich von Cancún.

## Lebensweise und Fortpflanzung
Ihre Hauptnahrung sind Kleinstkrebse (kleine Flohkrebse und Ruderfußkrebse der Ordnung Harpacticoida), die sie als Lauerjäger am Rand der Seegraswiesen erbeuten. Die Art ist relativ kurzlebig und wird in freier Wildbahn selten älter als zwei Jahre und in Aquariumhaltung maximal drei Jahre alt.
Die Tiere werden vermutlich im Alter von etwa drei Monaten geschlechtsreif. Die Dauer der Fortpflanzungsperiode ist abhängig von der Tageslänge und der Wassertemperatur. In Gebieten südlich des 28. Breitengrades kann die Paarung das ganze Jahr über stattfinden. Innerhalb einer Fortpflanzungsperiode sind die Tiere iteropar (mehrfache Zeugung von Nachkommen), wechseln in der Regel jedoch nicht den einmal gewählten Partner. Die Partnerwahl ist im Wesentlichen größenabhängig. Potenzielle Partner mit zu ausgeprägten Größenunterschieden werden meistens abgelehnt.
Die Paarung wird von einem komplexen Balzritual eingeleitet, das sich über 2–3 Tage hinziehen kann. Das Balzritual beginnt üblicherweise etwa eine halbe Stunde nach Sonnenaufgang. Die Initiative geht zu Beginn meist vom Männchen aus, das sich dem Weibchen annähert und durch spontanes Aufhellen der Körperfärbung Interesse signalisiert. Antwortet die potenzielle Partnerin in gleicher Weise, nehmen beide Fische eine Position Seite an Seite und in gleicher Richtung orientiert ein. Einer der beiden Partner beginnt durch rasches seitliches vibrieren des Körpers mit der Werbung. Dieses Signal wird in der Regel innerhalb von fünf Sekunden vom Partner in gleicher Weise beantwortet und das wechselseitige Vibrieren kann bis zu 38 Minuten lang fortgesetzt werden, bevor sich die Partner wieder trennen. Diese erste Phase des Paarungsrituals setzt sich über ein bis zwei Tage hinweg fort.
Die zweite Phase des Balzrituals beginnt am Tag der eigentlichen Begattung. Die Balz beginnt an diesem Tag bereits rund eine Viertelstunde nach Sonnenaufgang. Während das Männchen weiterhin durch Körpervibration um seine Partnerin wirbt, beginnt diese ein neues Verhaltensmuster zu zeigen, bei dem die Schnauze in Richtung zur Wasseroberfläche angehoben wird, bis Kopf und Rumpf einen stumpfen Winkel einschließen. Neben dem Körpervibrieren präsentiert das Männchen auch seine Bruttasche, indem es diese öffnet und eine Körperhaltung einnimmt wie beim Gebären der frisch geschlüpften Jungfische. Dieser zweiten Phase folgt eine Ruhephase von 23–220 Minuten in der keiner der beiden Partner Balzverhalten zeigt.
Nach Ende der Ruhephase folgt die dritte Phase des Balzrituals. Das Männchen antworten nun auf das Kopfanheben des Weibchens meist in gleicher Weise, etwas seltener mit Körpervibrieren und nur selten mit dem Präsentieren der Bruttasche.
In der vierten Phase stehen Männchen und Weibchen einander nahe gegenüber. Das Weibchen fährt damit fort durch Anheben des Kopfes zu werben, was vom Männchen meist in gleicher Weise, seltener durch Präsentieren der Bruttasche und nur noch vereinzelt mit Körpervibrieren beantwortet wird. Gleichzeitig steigen beide Partner während dieser Phase um 2–13 cm innerhalb der Wassersäule an, um dann wieder zum Ausgangspunkt zurück zu sinken. Während des letzten Anstieges transferiert das Weibchen maximal 55–69 Eier in die Bruttasche des Männchens, wo sie von diesem befruchtet werden.
Die Tragzeit des Männchens beträgt etwa 10–12 Tage. Männchen und Weibchen bleiben in dieser Zeit in regelmäßigem Kontakt. Pro Brut gebiert das Männchen durchschnittlich 3–16 Nachkommen mit einer Gesamtlänge von 0,7–0,9 cm. Das Weibchen beginnt unmittelbar nach der Paarung wieder damit Eier zu produzieren. Das Männchen ist 4–20 Stunden nach der Geburt wieder empfängnisbereit. Im Idealfall können damit während der Paarungszeit zwei Bruten pro Monat gezeugt werden.

## Gefährdung und Schutzmaßnahmen
Hippocampus zosterae wird vor allem in Florida für den Aquarienhandel gefangen und exportiert, die Fangzahlen sind seit 2009 jedoch gesetzlich limitiert. Die IUCN wertet sowohl die Population von Hippocampus zosterae als auch die von ihr bewohnten Seegras-Habitate als stabil und listet die Art als „nicht gefährdet“ („Least Concern“).